# NIAGARA MOON 50th Anniversary Edition
『NIAGARA MOON 50th Anniversary Edition』（ナイアガラ・ムーン フィフティース・アニバーサリー・エディション）は、2025年4月23日に発売された、大滝詠一のアルバム『NIAGARA MOON』のリイシュー・アルバム。

## 解説
大滝詠一が“はっぴいえんど”解散直後に設立した自身のレーベル「ナイアガラ・レコード」が50周年を迎えた2025年、それを記念して、1975年5月にリリースされたナイアガラ・レコード第2弾アルバムである大滝詠一『NIAGARA MOON』の50周年記念盤が、12インチ・アナログ盤レコードとしてリリースされた。
シュガー・ベイブ『SONGS』とともに語られてきた、兄弟のような関係にある本作は、『SONGS』の約一か月後に発売され、大滝がプライヴェート・スタジオの福生45スタジオでレコーディングした初のアルバムであり、ノヴェルティ・タイプの楽曲を中心とした初のアルバムである。本作も『SONGS』同様、10年ごとにリイシューされ、リマスタリングやボーナス・トラック、曲順変更などが行われてきた。特に2015年の40周年記念盤である『NIAGARA MOON -40th Anniversary Edition-』では、大滝本人による1995年リミックス音源、および当初予定されていた曲順に再構成され、当時のライブ音源である1977年6月20日渋谷公会堂で行われた“ザ・ファースト・ナイアガラ・ツアー”から『ナイアガラ・ムーン』収録の8曲とラフ・ミックスの“Demonstration Rough Mix version”12曲も収録されるという、過去最大の改変が行われた。ただ、その40周年盤以外はアルバム本編の12曲はほぼオリジナル・ミックスのままとなっており、1986年に第1期ナイアガラ作品がCD化された際も、他作品にはリミックスなどの手が加えられたが、本作だけはオリジナル・マスターがそのまま使われていた。40周年記念盤でも、2枚組のアナログ盤では1枚目が曲順がそのままのオリジナル・ミックス、2枚目が1995年リミックス・ヴァージョンという形が取られ、オリジナルを残そうという意図が感じられた。『EACH TIME』に代表される、絶えず変更が繰り返される大滝作品の中でも、いささか珍しい作品ともいえる。おそらくは大滝は本作のオリジナル・ミックスに納得していたからではないかと思われる。
今回の『NIAGARA MOON 50th Anniversary Edition』は、CDはなくアナログ盤のみで、ボーナス・トラックもなくオリジナルと同じ12曲を収録。40周年記念盤で大幅な改変と大量の未発表音源を出したこともあるであろう、ストレート・リイシューとなっている。40周年記念盤におけるアナログ盤1枚目のオリジナル・ミックスとの差異は見受けられず、おそらく同様のものと思われる。
よく知られたこととして、大滝には伊藤銀次らの“ごまのはえ”（後のココナツ・バンク）のノヴェルティ・タイプ、大滝のポップス、シュガー・ベイブのメロディ・タイプというナイアガラの三位一体構想があったものの、ごまのはえが解散したため、大滝はノヴェルティ・タイプに回ってシュガー・ベイブとバランスを取ることになった。そのため本作は、結果的にメロディ・タイプのA-1、B-5,6が収録されてはいるが大滝にとっては初となる、ノヴェルティ・タイプのアルバムとなる。前作の『大瀧詠一』がはっぴいえんどの延長線上的なメロディ・タイプの作風の楽曲も収録していただけに、自身の個性を初めて明確に打ち出したアルバムといえる。結果として、シュガー・ベイブとの対比が鮮明となり、ナイアガラ・レーベルの出発点がこの2作だったことが、象徴的であったと思える。
本作はエレックのロゴ入りジャケットで、裏面の曲順もエレック盤と同じになっている。ディスクはグリーンのカラーディスク仕様。エレック盤に収録のオリジナル歌詞カードを復刻封入。なお、リイシュー・スタッフのクレジットはなし。

## 収録曲

### Side-1
1. ナイアガラ・ムーン
作詞 · 作曲 / 大瀧詠一
2. 三文ソング
作詞 · 作曲 / 大瀧詠一
3. 論寒牛男
作詞 / 中山泰、作曲 / 大瀧詠一
4. ロックン・ロール・マーチ
作詞 · 作曲 / 大瀧詠一
5. ハンド・クラッピング・ルンバ
作詞 · 作曲 / 大瀧詠一
6. 恋はメレンゲ
作詞 · 作曲 / 大瀧詠一

### Side-2
1. 福生ストラット（パートII）
作詞 · 作曲 / 大瀧詠一
2. シャックリ・ママさん
作詞 · 作曲 / 大瀧詠一
3. 楽しい夜更し
作詞 · 作曲 / 大瀧詠一
4. いつも夢中
作詞 · 作曲 / 大瀧詠一
5. Cider '73 '74 '75
作詞 / 伊藤アキラ、作曲 / 多羅尾伴内
6. ナイアガラ・ムーンがまた輝けば
作詞 · 作曲 / 大瀧詠一

## クレジット
| DEDICATION（敬称略） | |
| 1-1                  | Mat Monroe, James Bond                                                                                          |
| 1-2                  | 中村勘三郎 |
| 1-3                  | Elvis |
| 1-4                  | Huey Smith, Bill Haley, 郷ひろみ                                                                                |
| 1-5                  | Lincolu Chase, Charles Callelo                                                                                  |
| 1-6                  | Barry Mann, Cynthia Wail, Eydie Gorme                                                                           |
| 2-1                  | 福生市民 |
| 2-2                  | - Buddy Holly, シャックリママさん, - シャックリチビさん                                                         |
| 2-3                  | - Ernie K.Doe, Jr. Parker, Alvin Tyler, - Neil Sedaka, Barry Mann, - Allen Tousaint, ハナ肇とクレージーキャッツ |
| 2-4                  | - Clyde McPhatter & The Drifters, - Four Seasons, Bob Crewe                                                     |
| 2-5                  | - Jackie Wilson, Sam Cooke, Neil Sedaka, - Len Barry, Chiffons, Angels, Carole King                             |

|                    |                                                                 |
| Recording Engineer | 笛吹銅次                                                        |
| Assistant          | - ゲーハ・助川 - ノリ・ノリ “Sleepy eyed”ツージー               |
| Super Helper       | ツンナー・矢崎                                                  |
| Studios            | - 45 Studio, Fussa / CBS SONY, Roppongi - POLYDOR & ONKIO (2-5) |

| Remote Equipment by SCI                                                            |
| Special Thanks to “P”                                                              |
| - Thanks to the Members of the 福生麻雀連盟 - [ イチ、ショーチャン、プー、マーボ ] |
| Many Thanks to Tin Pan Alley & Sugar Babe                                          |
| Front Cover Design Work Shop Mu!                                                   |
| Back Cover photo 黒田康夫                                                          |
|                                                                                    |

| Agent       | 前島邦昭 |
| Produced by | 大瀧詠一 |

|             |                                                    |
| RHYTHM      |                                                    |
| DR.         | 林立夫、上原裕 (1-1,2,5, 2-3,6)                    |
| Bass        | - 細野晴臣、田中章弘 (2-4)、 - 寺尾次郎 (1-1, 2-6) |
| Guit        | - 鈴木茂、伊藤銀次 (1-5, 2-3,5) - 村松邦男 (2-6)   |
| Piano       | - 佐藤博、 - 松任谷正隆 (1-1,2,4,6, 2-5,6)         |
| Pedal-Steel | 駒沢裕城 (1-1, 2-6)                                |
|             |                                                    |
| HORNS       |                                                    |
| Tenner      | 稲垣次郎、荒川達彦、村岡健 (2-5)                   |
| Baritone    | 砂原俊三                                           |
| Alto        | 岡崎資夫                                           |
| Clarinet    | 清水万紀夫                                         |

|                                                                           |
| VOICES                                                                    |
| Kingtones (1-6, 2-5)                                                      |
| 瑞穂リトル・リーグ（クマ、ターボー、ユカリ、ギンジ、スケガワ） (1-4, 2-1) |
| Singers 3 & Sugar Babe & 岡村宏一 (2-5)                                   |
|                                                                           |
| Strings Arrangement on ‟NIAGARA MOON” 山下達郎                            |
| “Niagara” Sound Creators 山下、助川、荻原、前島 at Niagara, Canada!       |
| Arranged by 多羅尾伴内                                                    |
| Horns & Strings Arranged by 多羅尾伴内 & 山下達郎                         |

## リリース日一覧
| 地域 | リリース日    | レーベル                         | 規格 | カタログ番号                | 備考 |
| ---- | ------------- | -------------------------------- | ---- | --------------------------- | --- |
| 日本 | 2025年4月23日 | NIAGARA ⁄ Sony Music Labels Inc. | LP   | SRJL 1177【完全生産限定盤】 | オリジナル・フォーマットでのアナログ・リイシュー。オリジナル・エレック盤の歌詞カードを復刻封入。ディスクはグリーンのカラーディスク仕様。 |